# アッシジの聖フランシス教会
アッシジの聖フランシス教会（アッシジのせいフランシスきょうかい、ポルトガル語: Igreja de São Francisco de Assis）は、1661年にポルトガルによって、ポルトガル領インドに建設された教会。アッシジの聖フランシス教会は、付設された修道院とともに、1517年にゴアに上陸したポルトガルのフランシスコ会修道士8人によって設立された。
フランシスコ・ザビエルが1548年にこの修道院を訪問した時には、40人ほどの修道士がいた。祭壇の飾り壁は腐食が進んでおり、朽ちようとしており、修道士たちはポルトガル王に新たな飾り壁を求め、さらにクロッシングを挟む礼拝堂にふたつ、参事会会議場用にひとつを求めていた。しかし、マヌエル様式で建てられていた建物は荒廃が進み、建物は現地の主導で立て直され、新たな建物の定礎が1661年に行われた。この再建築の際に、当初の建物で残されたのはマヌエル様式で作られた入り口だけであった。この再建築は、バロック様式をとった。
1986年に「ゴアの教会群と修道院群」が文化遺産として世界遺産に登録された際には、構成資産の一つとなった。
教会に付設されていた修道院の建物は、博物館となっている。

## 構造
以下の記述は、アッシジの聖フランシス教会の傍に設置された銘板に記されたものである。

	「三層のファサードの両側には八角系の塔が配され、中央の壁龕には聖ミカエルの像が置かれている。照明の入口は、円形の付柱とバラ窓の装飾が施されている。中央の身廊は筒型ボールトで、交差部はリブ・ボールトで、聖歌隊席が設けられている。建物内の控え壁によってチャペルが区切られ、上部には回廊が巡らされているが、この壁には花々の意匠をほどこしたフレスコが描かれている。主祭壇の聖櫃の上方には、アッシジの聖フランシスコと、十字架に架けられたイエスの大きな像が配され、その下には聖ペテロと聖パウロの像がある。身廊の壁には、アッシジの聖フランシスコの生涯を描いた複数のパネルが置かれている。」

教会の内部に掲げられた、アッシジの聖フランシスコの生涯を描いたパネルは、16枚で構成されている。